# Xiphocentron numanus
Xiphocentron numanus är en nattsländeart som beskrevs av Schmid 1982. Xiphocentron numanus ingår i släktet Xiphocentron och familjen Xiphocentronidae. Inga underarter finns listade i Catalogue of Life.